# Australie aux Jeux olympiques d'hiver de 1960
Cet article contient des informations sur la participation et les résultats de l'Australie aux Jeux olympiques d'hiver de 1960, qui ont eu lieu à Squaw Valley aux États-Unis. Ces Jeux d'hiver sont les premiers et les derniers à voir l'Australie participer aux épreuves de hockey sur glace et de combiné nordique. Même si le hockey sur glace amène au pays son seul top 10 de ces Jeux, l'équipe perd tous ses matchs et concède des défaites à deux chiffres. L'Australie participe également en ski alpin, en ski de fond et au patinage artistique où Mervyn Bower et Jacqueline Mason termine 12e de l'épreuve en couples.

## Résultats

### Combiné nordique
Les épreuves sont du saut à ski avec un tremplin normal (Trois sauts, les deux meilleurs sont comptabilisés et montrés ici.) et une course de ski de fond de 15 km.
| Athlète    | Épreuve    | Saut à ski | Saut à ski | Saut à ski | Saut à ski | Ski de fond       | Ski de fond | Ski de fond | Total   | Total |
| Athlète    | Épreuve    | Distance 1 | Distance 2 | Points     | Rang       | Temps             | Points      | Rang        | Points  | Rang  |
| ---------- | ---------- | ---------- | ---------- | ---------- | ---------- | ----------------- | ----------- | ----------- | ------- | ----- |
| Hal Nerdal | Individuel | 43,0 m     | 41,5 m     | 138,0      | 33         | 1 h 10 min 15 s 6 | 194,387     | 30          | 332,387 | 31    |

### Hockey sur glace

#### Effectif
Source, :
| Nom              | PJ | B | A | Pts | Pun |
| ---------------- | -- | - | - | --- | --- |
| Ben Acton        | 5  | 0 | 0 | 0   | 11  |
| Ronald Amess     | 5  | 0 | 0 | 0   | 2   |
| David Cunningham | 5  | 4 | 2 | 6   | 4   |
| Noel Derrick     | 6  | 2 | 1 | 3   | 2   |
| Rob Dewhurst     | 0  | 0 | 0 | 0   | 0   |
| Vic Ekberg       | 6  | 0 | 2 | 2   | 0   |
| Basil Hansen     | 4  | 1 | 0 | 1   | 4   |
| Clive Hitch      | 6  | 0 | 0 | 0   | 0   |
| Russell Jones    | 6  | 2 | 3 | 5   | 4   |
| John Nicholas    | 6  | 0 | 0 | 0   | 16  |
| Peter Parrott    | 4  | 0 | 0 | 0   | 0   |
| Ken Pawley       | 3  | 0 | 0 | 0   | 0   |
| John Thomas      | 6  | 1 | 0 | 1   | 6   |
| Steve Tikal      | 1  | 0 | 0 | 0   | 0   |
| Ivo Veseley      | 2  | 0 | 0 | 0   | 2   |
| Ken Wellman      | 6  | 0 | 0 | 0   | 6   |

| Nom             | PJ | V | N | D | Min | BC | BL | Moy   | A | Pun |
| --------------- | -- | - | - | - | --- | -- | -- | ----- | - | --- |
| Noel McLoughlin | 3  | 0 | 0 | 1 | 120 | 21 | 0  | 10,50 | 0 | 0   |
| Robert Reid     | 5  | 0 | 0 | 5 | 240 | 66 | 0  | 16,50 | 0 | 0   |

#### Premier tour
Les deux meilleures équipes se qualifient pour le tour final où se jouent les 6 première places, les autres équipes se qualifient pour un tour de consolation. 

##### Groupe C
| Rang | Équipe          | PJ | V | D | N | BP | BC | Pts |
| ---- | --------------- | -- | - | - | - | -- | -- | --- |
| 1    | États-Unis      | 2  | 2 | 0 | 0 | 19 | 6  | 4   |
| 2    | Tchécoslovaquie | 2  | 1 | 1 | 0 | 23 | 8  | 2   |
| 3    | Australie       | 2  | 0 | 2 | 0 | 2  | 30 | 0   |

| 20 février 1960 | Tchécoslovaquie | 18-1 (7-1, 3-0, 8-0) | Australie |  |

| Feuille de match                    | Feuille de match | Feuille de match                                                                     | Feuille de match                                 | Feuille de match                 |
| ----------------------------------- | --- | ------------------------------------------------------------------------------------ | ------------------------------------------------ | -------------------------------- |
|                                     | J. Golonka (J. Starsi) — 2 min 35 s J. Volf — 3 min 29 s R. Potsch (J. Golonka) — 6 min 31 s J. Golonka (J. Cerny) — 8 min 30 s J. Cerny (J. Volf) — 9 min 30 s J. Starsi (M. Vlach) — 14 min 30 s J. Cerny (J. Volf) — 15 min 56 s V. Pantucek (V. Bubnik) — 20 min 32 s R. Potsch (V. Pantucek) — 22 min 7 s J. Starsi (K. Gut) — 33 min 24 s J. Starsi (M. Vlach) — 41 min 57 s K. Gut (V. Pantucek) — 45 min 2 s M. Vlach — 45 min 49 s M. Vlach (J. Starsi) — 46 min 42 s V. Bubnik (V. Pantucek) — 49 min 9 s J. Golonka (M. Vlach, F. Tikal) — 49 min 45 s M. Vlach (J. Golonka, Jan Kasper) — 53 min 44 s J. Golonka (R. Potsch) — 54 min 24 s | 1–0 2–0 2–1 3–1 4–1 5–1 6–1 7–1 8–1 9–1 10–1 11–1 12–1 13–1 14–1 15–1 16–1 17–1 18–1 | D. Cunningham (R. Jones, V. Ekberg) — 5 min 17 s | Arbitrage : Bob Barry Bill Riley |
| Vladimír Nadrchal Vladimír Dvořáček | Gardiens | Robert Reid                                                                          |                                                  | Arbitrage : Bob Barry Bill Riley |
| 6 min                               | Pénalités | 2 min                                                                                |                                                  | Arbitrage : Bob Barry Bill Riley |
| 82                                  | Tirs | 15                                                                                   |                                                  | Arbitrage : Bob Barry Bill Riley |

| 21 février 1960 | États-Unis | 12-1 (6-0, 3-0, 3-1) | Australie |  |

| Feuille de match | Feuille de match | Feuille de match                                       | Feuille de match                      | Feuille de match                                  |
| ---------------- | --- | ------------------------------------------------------ | ------------------------------------- | ------------------------------------------------- |
|                  | W. Olson (P. Johnson, R. Meridith) — 1 min 9 s R. Rodenheiser (Robert Cleary) — 5 min 13 s T. Williams — 9 min 37 s Robert Cleary (Bill Cleary) — 14 min 7 s R. Meridith (E. Owen) — 16 min 31 s J. Mayasich — 17 min 36 s J. Mayasich (T. Williams, R. Christian) — 22 min 39 s J. Kirrane (E. Owen, R. Paavola) — 29 min 39 s R. Christian (T. Williams) — 31 min 23 s R. Meredith — 42 min 21 s P. Johnson (J. Mayasich, W. Christian) — 44 min 10 s E. Owen (W. Christian) — 47 min 40 s | 1–0 2–0 3–0 4–0 5–0 6–0 7–0 8–0 9–0 9–1 10–1 11–1 12–1 | R. Jones (D. Cunningham) — 41 min 2 s | Arbitrage : Bill McKenzie (CAN) Hugh McLean (CAN) |
| Jack McCartan    | Gardiens | Robert Reid Noel McLoughlin                            |                                       | Arbitrage : Bill McKenzie (CAN) Hugh McLean (CAN) |
| 0 min            | Pénalités | 4 min                                                  |                                       | Arbitrage : Bill McKenzie (CAN) Hugh McLean (CAN) |
| 45               | Tirs | 10                                                     |                                       | Arbitrage : Bill McKenzie (CAN) Hugh McLean (CAN) |

#### Tour de consolation
| Rang | Équipe    | PJ | V | D | N | BP | BC | Pts |
| ---- | --------- | -- | - | - | - | -- | -- | --- |
| 7    | Finlande  | 4  | 3 | 0 | 1 | 50 | 11 | 7   |
| 8    | Japon     | 4  | 2 | 1 | 1 | 32 | 22 | 5   |
| 9    | Australie | 4  | 0 | 4 | 0 | 8  | 57 | 0   |

| 22 février 1960 | Australie | 1-14 (1-8, 0-4, 0-2) | Finlande |  |

| Feuille de match            | Feuille de match            | Feuille de match                                                 | Feuille de match | Feuille de match                                    |
| --------------------------- | --------------------------- | ---------------------------------------------------------------- | --- | --------------------------------------------------- |
|                             | D. Cunningham — 18 min 48 s | 0–1 0–2 0–3 0–4 0–5 0–6 0–7 0–8 1–8 1–9 1–10 1–11 1–12 1–13 1–14 | J. Seistamo — 3 min 25 s R. Kilpio — 5 min 19 s P. Nieminen — 6 min 21 s E. Luostarinen (J. Seistamo) — 7 min 51 s R. Kilpio (J. Wahlsten) — 9 min 22 s V. Soini (E. Luostarinen) — 15 min 54 s R. Kilpio (K. Rassa) — 16 min 4 s P. Nieminen — 18 min 7 s V. Numminen — 23 min 24 s J. Wahlsten — 36 min 54 s J. Wahlsten — 37 min 51 s E. Luostarinen — 39 min 19 s J. Seistamo — 43 min 59 s R. Kilpio — 56 min 40 s | Arbitrage : Buck Riley (USA) Hiroshi Hayrachi (JAP) |
| Robert Reid Noel McLoughlin | Gardiens                    | Juhani Lahtinen                                                  | | Arbitrage : Buck Riley (USA) Hiroshi Hayrachi (JAP) |
| 6 min                       | Pénalités                   | 6 min                                                            | | Arbitrage : Buck Riley (USA) Hiroshi Hayrachi (JAP) |
| 8                           | Tirs                        | 46                                                               | | Arbitrage : Buck Riley (USA) Hiroshi Hayrachi (JAP) |

| 24 février 1960 | Australie | 2-13 (0-3, 0-4, 2-6) | Japon |  |

| Feuille de match | Feuille de match                                                                                       | Feuille de match                                                 | Feuille de match | Feuille de match                                  |
| ---------------- | --- | ---------------------------------------------------------------- | --- | ------------------------------------------------- |
|                  | N. Derrick (D. Cunningham, V. Ekberg) — 43 min 11 s D. Cunningham (N. Derrick, R. Jones) — 49 min 28 s | 0–1 0–2 0–3 0–4 0–5 0–6 0–7 0–8 1–8 1–9 1–10 2–10 2–11 2–12 2–13 | T. Yamada — 14 min 37 s H. Inatsu (I. Ono) — 15 min 21 s T. Kakihara (M. Takashima, Y. Miyazaki) — 16 min 14 s M. Takashima — 22 min 30 s Y. Miyazaki — 27 min 27 s Y. Miyazaki — 31 min 17 s T. Yamada (A. Segawa, M. Tanabu) — 32 min 7 s J. Iwaoka (M. Takashima) — 42 min 16 s I. Ono (A. Segawa) — 44 min 21 s J. Iwaoka (I. Ono) — 47 min 36 s I. Ono (A. Segawa, T. Yamada) — 49 min 35 s T. Yamada (A. Segawa) — 50 min 29 s J. Iwaoka — 53 min 21 s | Arbitrage : Buck Riley (USA) Marshall Ryman (USA) |
| Noel McLoughlin  | Gardiens                                                                                               | Toshiei Honma                                                    | | Arbitrage : Buck Riley (USA) Marshall Ryman (USA) |
| 19 min           | Pénalités                                                                                              | 6 min                                                            | | Arbitrage : Buck Riley (USA) Marshall Ryman (USA) |
| 12               | Tirs                                                                                                   | 46                                                               | | Arbitrage : Buck Riley (USA) Marshall Ryman (USA) |

| 25 février 1960 | Australie | 2-19 (6-1, 5-1, 8-0) | Finlande |  |

| Feuille de match            | Feuille de match                              | Feuille de match                                                                              | Feuille de match | Feuille de match                            |
| --------------------------- | --------------------------------------------- | --------------------------------------------------------------------------------------------- | --- | ------------------------------------------- |
|                             | R. Jones — 11 min 8 s J. Thomas — 20 min 15 s | 0–1 0–2 0–3 0–4 0–5 1–5 1–6 2–6 2–7 2–8 2–9 2–10 2–11 2–12 2–13 2–14 2–15 2–16 2–17 2–18 2–19 | J. Wahlsten (R. Kilpio) — 45 s J. Wahlsten (J. Salmi) — 4 min 29 s R. Kilpio — 5 min 13 s H. Pulli — 5 min 18 s E. Luostarinen (J. Seistamo) — 7 min 58 s H. Pulli — 18 min 35 s V. Numminen — 21 min 27 s R. Kilpio (Y. Hakala) — 23 min 49 s V. Numminen — 28 min 16 s E. Luostarinen (Y. Hakala) — 33 min 19 s E. Luostarinen (Y. Hakala) — 34 min 19 s J. Seistamo J. Salmi (T. Rastio) T. Rastio J. Seistamo V. Numminen H. Pulli P. Nieminen (J. Seistamo) J. Seistamo (H. Pulli, P. Nieminen) | Arbitrage : Marshall Ryman (USA) B. Hayashi |
| Robert Reid Noel McLoughlin | Gardiens                                      | Juhani Lahtinen                                                                               | | Arbitrage : Marshall Ryman (USA) B. Hayashi |
| 16 min                      | Pénalités                                     | 10 min                                                                                        | | Arbitrage : Marshall Ryman (USA) B. Hayashi |
|                             |                                               |                                                                                               | | Arbitrage : Marshall Ryman (USA) B. Hayashi |

| 27 février 1960 | Japon | 11-3 (6-0, 2-1, 3-2) | Australie |  |

| Feuille de match | Feuille de match | Feuille de match                                          | Feuille de match                                                                       | Feuille de match                               |
| ---------------- | --- | --------------------------------------------------------- | -------------------------------------------------------------------------------------- | ---------------------------------------------- |
|                  | T. Kakihara — 52 s I. Ono — 1 min 25 s A. Irie — 2 min 40 s T. Yamada (A. Irie, A. Segawa) — 8 min 57 s M. Takashima (A. Segawa) — 12 min 31 s A. Segawa — 15 min A. Irie (T. Yamada) — 26 min 32 s M. Murano (S. Honma) — 32 min 50 s H. Inatsu — 42 min 9 s I. Ono (M. Murano) — 53 min 45 s I. Ono — 54 min 16 s | 1–0 2–0 3–0 4–0 5–0 6–0 7–0 7–1 8–1 9–1 9–2 9–3 10–3 11–3 | N. Derrick — 28 min 7 s B. Hansen (R. Jones) — 47 min 24 s D. Cunningham — 51 min 13 s | Arbitrage : Buck Riley (USA) Marsh Ryman (USA) |
| Toshiei Honma    | Gardiens | Robert Reid                                               |                                                                                        | Arbitrage : Buck Riley (USA) Marsh Ryman (USA) |
| 2 min            | Pénalités | 10 min                                                    |                                                                                        | Arbitrage : Buck Riley (USA) Marsh Ryman (USA) |
| 57               | Tirs | 36                                                        |                                                                                        | Arbitrage : Buck Riley (USA) Marsh Ryman (USA) |

### Patinage artistique
| Athlète                      | Épreuve | FI | PL | Points | Places | Rang |
| ---------------------------- | ------- | -- | -- | ------ | ------ | ---- |
| Bill Cherrell                | Hommes  | 19 | 18 | 162    | 1042,3 | 18   |
| Tim Spencer                  | Hommes  | 18 | 11 | 142    | 1171,2 | 17   |
| Aileen Shaw                  | Femmes  | 25 | 24 | 221    | 965,7  | 25   |
| Mary Wilson                  | Femmes  | 26 | 26 | 232    | 890,2  | 26   |
| Jackie Mason et Mervyn Bower | Couples | 12 | –  | 83     | 63,7   | 12   |

### Patinage de vitesse

#### Hommes
| Athlète      | Épreuve | Course       | Course |
| Athlète      | Épreuve | Temps        | Rang   |
| ------------ | ------- | ------------ | ------ |
| Colin Hickey | 500 m   | 41 s 3       | 13     |
| Colin Hickey | 1 500 m | 2 min 16 s 1 | 14     |
| Roy Tutty    | 500 m   | 43 s 5       | 35     |
| Roy Tutty    | 1 500 m | 2 min 23 s 8 | 37     |

### Ski alpin
| Athlète         | Épreuve      | Manche 1     | Manche 1 | Manche 2                   | Manche 2 | Total        | Total       | Total       |
| Athlète         | Épreuve      | Temps        | Rang     | Temps                      | Rang     | Temps        | Rang        |             |
| --------------- | ------------ | ------------ | -------- | -------------------------- | -------- | ------------ | ----------- | ----------- |
| Peter Brockhoff | Descente     |              |          |                            |          | 2 min 39 s 7 | 57          |             |
| Peter Brockhoff | Slalom géant |              |          |                            |          | Disqualifié  | Disqualifié | Disqualifié |
| Peter Brockhoff | Slalom       | 1 min 27 s 3 | 44       | 1 min 24 s 4               | 29       | 2 min 51 s 7 | 30          |             |
| Bill Day        | Descente     |              |          |                            |          | 2 min 30 s 5 | 52          |             |
| Bill Day        | Slalom géant |              |          |                            |          | 2 min 12 s 2 | 41          |             |
| Bill Day        | Slalom       | 1 min 22 s 1 | 33       | Disqualifié (1 min 18 s 2) | –        | Disqualifié  | –           |             |

| Athlète        | Épreuve      | Manche 1     | Manche 1 | Manche 2     | Manche 2 | Total        | Total | Total |
| Athlète        | Épreuve      | Temps        | Rang     | Temps        | Rang     | Temps        | Rang  |       |
| -------------- | ------------ | ------------ | -------- | ------------ | -------- | ------------ | ----- | ----- |
| Christine Davy | Descente     |              |          |              |          | 1 min 50 s 6 | 27    |       |
| Christine Davy | Slalom géant |              |          |              |          | 1 min 50 s 7 | 32    |       |
| Christine Davy | Slalom       | 1 min 13 s 1 | 38       | 1 min 04 s 1 | 24       | 2 min 17 s 2 | 29    |       |

### Ski de fond

#### Hommes
| Athlète         | Épreuve | Course            | Course |
| Athlète         | Épreuve | Total             | Rang   |
| --------------- | ------- | ----------------- | ------ |
| Richard Walpole | 15 km   | 1 h 06 min 48 s 3 | 51     |